# 동경 31도
동경 31도(東經31度)는 본초 자오선에서 동쪽으로 31도 떨어진 경선이다. 북극점에서 시작하여 북극해, 터키, 유럽, 아프리카, 인도양, 남극해, 남극을 거쳐 남극점에 이른다.
동경 31도는 서경 149도와 이어져 지구의 둘레를 이룬다.
북극점에서 남극점까지 동경 31도선은 다음 지역을 지나간다.
| 좌표                                                  | 나라, 지역, 해역  | 주석 |
| ----------------------------------------------------- | ----------------- | --- |
| 북위 90° 0′ 동경 31° 0′  / 북위 90.000° 동경 31.000°  | 북극해            | |
| 북위 80° 10′ 동경 31° 0′  / 북위 80.167° 동경 31.000° | 바렌츠해          | 노르웨이 스발바르 제도의 크비퇴위아섬 서쪽 해역을 지남 노르웨이 스발바르 제도의 콩크카를 제도 동쪽 해역을 지남 |
| 북위 70° 25′ 동경 31° 0′  / 북위 70.417° 동경 31.000° | 노르웨이          | 바랑에르반도 - 노르웨이에서 가장 동쪽에 있는 곳                                                                |
| 북위 70° 16′ 동경 31° 0′  / 북위 70.267° 동경 31.000° | 바랑에르피오르    | |
| 북위 69° 46′ 동경 31° 0′  / 북위 69.767° 동경 31.000° | 러시아            | |
| 북위 63° 18′ 동경 31° 0′  / 북위 63.300° 동경 31.000° | 핀란드            | |
| 북위 62° 22′ 동경 31° 0′  / 북위 62.367° 동경 31.000° | 러시아            | 라도가호를 통과함                                                                                              |
| 북위 55° 9′ 동경 31° 0′  / 북위 55.150° 동경 31.000°  | 벨라루스          | 3km 정도 |
| 북위 55° 7′ 동경 31° 0′  / 북위 55.117° 동경 31.000°  | 러시아            | 4km 정도 |
| 북위 55° 5′ 동경 31° 0′  / 북위 55.083° 동경 31.000°  | 벨라루스          | 7km 정도 |
| 북위 55° 1′ 동경 31° 0′  / 북위 55.017° 동경 31.000°  | 러시아            | |
| 북위 54° 43′ 동경 31° 0′  / 북위 54.717° 동경 31.000° | 벨라루스          | 3km 정도 |
| 북위 54° 41′ 동경 31° 0′  / 북위 54.683° 동경 31.000° | 러시아            | 2km 정도 |
| 북위 54° 40′ 동경 31° 0′  / 북위 54.667° 동경 31.000° | 벨라루스          | |
| 북위 52° 4′ 동경 31° 0′  / 북위 52.067° 동경 31.000°  | 우크라이나        | |
| 북위 46° 35′ 동경 31° 0′  / 북위 46.583° 동경 31.000° | 흑해              | |
| 북위 41° 5′ 동경 31° 0′  / 북위 41.083° 동경 31.000°  | 튀르키예          | |
| 북위 36° 52′ 동경 31° 0′  / 북위 36.867° 동경 31.000° | 지중해            | |
| 북위 31° 35′ 동경 31° 0′  / 북위 31.583° 동경 31.000° | 이집트            | 카이로의 서쪽을 통과함                                                                                         |
| 북위 22° 0′ 동경 31° 0′  / 북위 22.000° 동경 31.000°  | 수단              | |
| 북위 3° 42′ 동경 31° 0′  / 북위 3.700° 동경 31.000°   | 우간다            | |
| 북위 2° 24′ 동경 31° 0′  / 북위 2.400° 동경 31.000°   | 콩고 민주 공화국  | |
| 북위 1° 56′ 동경 31° 0′  / 북위 1.933° 동경 31.000°   | 앨버트호          | |
| 북위 1° 32′ 동경 31° 0′  / 북위 1.533° 동경 31.000°   | 우간다            | |
| 남위 1° 0′ 동경 31° 0′  / 남위 1.000° 동경 31.000°    | 탄자니아          | |
| 남위 8° 16′ 동경 31° 0′  / 남위 8.267° 동경 31.000°   | 탕가니카호        | |
| 남위 8° 46′ 동경 31° 0′  / 남위 8.767° 동경 31.000°   | 잠비아            | |
| 남위 14° 44′ 동경 31° 0′  / 남위 14.733° 동경 31.000° | 모잠비크          | |
| 남위 16° 3′ 동경 31° 0′  / 남위 16.050° 동경 31.000°  | 짐바브웨          | 하라레의 서쪽을 지남                                                                                           |
| 남위 22° 19′ 동경 31° 0′  / 남위 22.317° 동경 31.000° | 남아프리카 공화국 | 림포포주 음푸말랑가주                                                                                          |
| 남위 26° 12′ 동경 31° 0′  / 남위 26.200° 동경 31.000° | 에스와티니        | |
| 남위 27° 2′ 동경 31° 0′  / 남위 27.033° 동경 31.000°  | 남아프리카 공화국 | 음푸말랑가주 콰줄루나탈주 - 더반을 통과함                                                                      |
| 남위 29° 57′ 동경 31° 0′  / 남위 29.950° 동경 31.000° | 인도양            | |
| 남위 60° 0′ 동경 31° 0′  / 남위 60.000° 동경 31.000°  | 남극해            | |
| 남위 69° 2′ 동경 31° 0′  / 남위 69.033° 동경 31.000°  | 남극              | 퀸모드랜드, 노르웨이가 주장한다.                                                                               |

## 같이 보기
- 동경 30도
- 동경 32도